# Fausto Iza
Pour les articles homonymes, voir Iza.
Fausto Iza Iturbe, né le 7 septembre 1931 à Igorre, est un coureur cycliste espagnol, professionnel de 1956 à 1961.

## Biographie
En 1958, il remporte une étape du Tour d'Espagne et le Circuit de Getxo.

## Palmarès
- 1955
  - Mémorial Etxaniz
  - 2e de la Subida a Arrate
  - 2e de la Lazkaoko Proba
  - 2e de l'Antzuola Saria
  - 3e du GP Llodio
- 1956
  - 2e de la Pentecostes Proba
  - 2e du GP Llodio
- 1957
  - Pentecostes Proba
  - GP Elorrio
  - Circuito Torrelavega
  - 3e de la Prueba Villafranca de Ordizia
- 1958
  - Circuit de Getxo
  - 12e étape du Tour d'Espagne
  - 4e étape de la Bicyclette basque
  - 2e du GP Llodio
- 1959
  - 3e de la Vuelta al Baztan
- 1960
  - 3e étape du Tour d'Andalousie
  - 3e du Circuit de Getxo

## Résultats sur les grands tours

### Tour d'Espagne
2 participations 
- 1958 : 31e, vainqueur de la 12e étape
- 1960 : abandon (10e étape)